# Бруно (магистр Ливонского ордена)
Бруно (нем. Bruno; ум. 1 июня 1298) — магистр Ливонского ордена с 1296 года по 1298 год.

## Биография
В 1295—1296 годах Бруно занимал должность фогта Ярвамаа. Осенью 1296 года после смерти ливонского магистра Генриха фон Динклаге Бруно был избран новым ландмейстером Тевтонского Ордена в Ливонии.
В правление ливонского магистра Бруно началась длительная борьба между городом Ригой и рижским архиепископом, с одной стороны, и Ливонским Орденом, с другой.
Весной 1297 года в Риге произошла ссора между рыцарями и горожанами из-за строительства моста.
Рижские бюргеры обратились к рижскому командору и заместителю магистра, которые поддержали рыцарей. Заместитель магистра запретил подвоз в город продовольствия до тех пор, пока бюргеры не разберут построенный мост. В это время рижский архиепископ Иоганн III Шверин (1294—1300) отсутствовал в городе и находился за границей. Рижские бюргеры обратились с жалобой к папе римскому на действия Ордена. Вначале при посредничестве соборного капитула и некоторых епископов Рига и Орден заключили временное перемирие. Во время перемирия ливонские крестоносцы укрепили рижский замок и ввели в него большой гарнизон (500 человек). В августе 1297 года в Ригу прибыл ливонский магистр Бруно, затем рижский арихепископ Иоганн фон Шверин, который выступил посредником в переговорах и продлил срок перемирия до 29 сентября. Вскоре орденские кнехты устроили пожар в городе, а бюргеры в ответ разрушили орденские хранилища за городом и орденский двор внутри Риги. Несмотря на все это, перемирие было еще продлено до 11 ноября. Рижане заключили союз с эзельским епископом. Ливонский магистр Бруно, узнав об этом, выступил против эзельского епископа, захватил замок Леаль и остров Эзель. Дерптский епископ также был приведен магистром в подчинение Ордену.
Рижский архиепископ Иоганн фон Шверин, лишившись подедржки других ливонских епископов, обратился за помощью к великому князю литовскому Витеню. Магистр Бруно захватил архиепископские замки Кокенгаузен и Трейден. Сам рижский архиепископ был захвачен в плен в Трейдене и заключен в Феллине. В ответ рижане захватили и разорили орденский замок в городе и убили несколько рыцарей.
В марте 1298 года в Ригу прибыло литовское посольство. Был заключен военный союз между Великим княжеством Литовским и городом Ригой, его церковными властями и связанными с ними монастырями.
Поздней весной того же года великий князь литовский Витень с большой ратью вторгся в ливонские владения и подошел к Риге. Соединившись с рижанами и воинами архиепископа, литовцы двинулись вглубь орденских владений и захватили замок Каркус, перебив в нем гарнизон. Литовские отряды рассеялись по Ливонии, грабя и сжигая церкви и деревни, убивая мужчин и захватывая в плен женщин и детей. Затем великий князь литовский Витень с захваченной добычей и большим полоном стал возвращаться на родину. Ливонский магистр Бруно с небольшим войском вышел против превосходящих сил литовцев и 1 июня 1298 года в битве на реке Трейдера потерпел полное поражение. В сражении погибли сам магистр Бруно, 22 рыцаря и 1500 ливонских воинов. Несмотря на поражение, ливонские крестоносцы смогли освободить из плена около трех тысяч человек и перебили восемьсот литовцев.